# De Leugen Regeert (televisieprogramma)
De Leugen Regeert was een televisieprogramma van de Nederlandse omroep VARA, waarin journalistieke kwesties aan de orde werden gesteld. Het programma bestond sinds september 2000 en werd gepresenteerd door Felix Meurders. In september 2009 stopte het programma vanwege gebrek aan nieuwe onderwerpen.
Meurders ontving gasten, met wie hij vermeende missers besprak. De kwesties werden tevens voorgelegd aan de mediaraad, en bestonden uit twee ervaren journalisten (in wisselende formatie). Een vast onderdeel van het programma was de columnist. In het seizoen 2004 was dat Maarten Huygen. Sinds 2005 was Francisco van Jole de vaste columnist.
De naam van het programma was een verwijzing naar een citaat van koningin Beatrix. Tijdens een informeel gesprek zou zij over de Nederlandse journalistiek hebben gezegd dat "de leugen regeert".